# Takeshi Mizukoshi
Takeshi Mizukoshi (水越 武, Mizukoshi Takeshi), né en 1938, est un photographe japonais.